# Koprivnica Zagorska
Koprivnica Zagorska is een plaats in de gemeente Đurmanec in de Kroatische provincie Krapina-Zagorje. De plaats telt 108 inwoners (2001).